# Batalion Sparta
Batalion Sparta (rusky: батальон "Спарта) je povstalecká bojová skupina Doněcké lidové republiky (DLR), kterou dříve vedl bojovník ruského původu Arsen Pavlov až do svého zavraždění v říjnu 2016. Novým velitelem se stal Vladimir Žoga, bojovník DLR ze Slovjanska. Žoga byl zabit na začátku března 2022 během ruské invaze na Ukrajinu u Volnovachy. Prapor se zúčastnil bitvy o Ilovajsk, druhé bitvy o doněcké letiště a několika dalších.
Ačkoli to nikdy nebylo oficiálně potvrzeno, název a symbol praporu byly zřejmě brány jako odkaz na fiktivní „Sparťanský řád“ z vědeckofantastické série Metro od Dmitrije Gluchovského.

## Historie
Podle ukrajinských zdrojů byla jednotka zformována v srpnu 2014 v Doněcku na základě již dříve existujícího protitankového oddílu vedeného Pavlovem, který se dříve údajně účastnil bitvy o Ilovajsk spolu se Strelkovovými "dobrovolnickými" jednotkami. V roce 2015 byly a všechny „vojenské jednotky“ separatistických států Nejvyšším soudem Ukrajiny označeny za „teroristické organizace“ a Služba bezpečnosti Ukrajiny od té doby členy jednotek pronásleduje s cílem je zadržet.

### Časová osa bojů
- V roce 2014 se prapor zúčastnil bitvy o Ilovajsk.[5]
- V roce 2015 bojovali v druhé bitvě o doněcké letiště.[10]
- V lednu 2015 se zúčastnili bitvy o Debalcevo.[11]
- V březnu 2016 se zúčastnili ozbrojené potyčky v Dokučajevsku.
- V září 2016 byla skupina nasazena v Luhanské lidové republice, aby zabránila očekávanému státnímu převratu.

## Válečné zločiny
Jednotka byla často obviňována ze spáchání válečných zločinů během ukrajinské krize.

### Případ Branovickij
V dubnu 2015 obvinil ruský zástupce ředitele Amnesty International pro Evropu a Střední Asii Denis Krivošejev vůdce skupiny Arsena Pavlova ze zabíjení a mučení ukrajinských válečných zajatců. Dle něj Pavlov v rozhovoru pro deník Kyiv Post osobně přiznal, že zabil Ukrajince Igora Branovického, který byl v době zadržení válečným zajatcem a který utrpěl několik zranění v obličeji a nebyl schopen chůze.
Na kontroverzní nahrávce, která byla v dubnu 2015 zveřejněna na YouTube a na níž jsou slyšet hlasy jak novináře Kyiv Post, tak hlas údajně patřící Pavlovovi, je možné slyšet, že Pavlov tvrdí, že zabil 15 zajatců, když se ho novinář zeptal na Branovického. Amnesty vyzvala k důkladnému vyšetření činu. Již dříve, v únoru 2015, zahájila ukrajinská SBU vyšetřování obvinění. V červnu bylo ukrajinským úředníkem oznámeno, že Interpol odmítl zařadit podezřelého Pavlova na seznam hledaných osob z důvodu „politické povahy případu Pavlova“.